# Housse d'hivernage

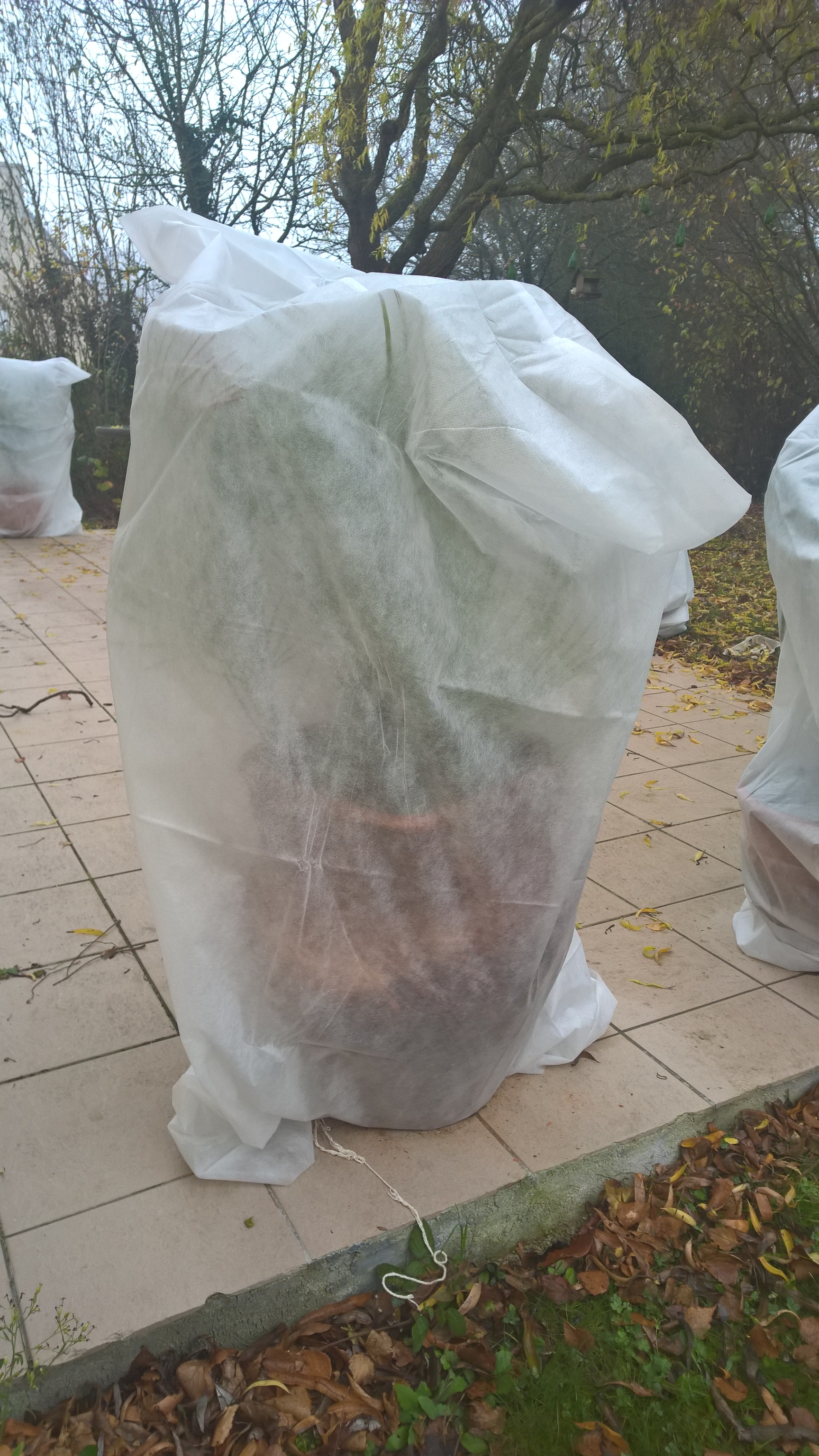
Housse d'hivernage recouvrant une plante ornementale

La housse d'hivernage, aussi appelée voile d'hivernage, est une protection pour les végétaux extérieurs, plantes ornementales et arbres fruitiers, contre le vent froid, le gel, la neige et la grêle.  Elle est conçue dans un matériau solide et léger, comme le polypropylène, qui assure une bonne isolation thermique. Dans le même temps, elle laisse une aération suffisante pour la respiration de la plante et permet le passage de la lumière comme de l'humidité. La plante passe l'hiver à l'abri des intempéries. Les poteries profitent aussi de cet abri, qui les protège des dégâts du gel.

## Caractéristiques
La housse d'hivernage est utilisée dans les climats tempérés ou continentaux pour les plantes à feuillage persistant non rustiques. Le tissu en polypropylène très léger et non tissé est perméable à l'air, à l'humidité et laisse filtrer la lumière. Par conséquent, il génère un effet de serre recherché pour la protection hivernale,. Aux premiers signes de l'hiver, les plantes frileuses et les arbres fragiles pourront conserver quelques degrés supplémentaires sur la température ambiante, qui leur suffiront à assurer leur survie.   
La housse d'hivernage est facile à poser et à ôter grâce à différents systèmes comme la fermeture/ouverture par zip ou le ruban auto-agrippant (scratch). Il est alors possible de découvrir la plante pendant quelques heures durant la saison froide, lorsque les journées sont très ensoleillées et les températures agréables.  

## Atouts et inconvénients
La housse présente les atouts suivants : 

### Protection de la plante
- les parties aériennes des végétaux gélifs sont protégées du froid, du gel et de la neige [1],
- les feuilles sont protégées des dégâts causés par la grêle, par le dessèchement du vent glacé (par exemple sur les terrasses, les balcons et dans les jardins[5]), ou à l'inverse de l'exposition à l'excès d'humidité (protection contre le pourrissement et les mousses),
- en fin d'hiver ou au printemps, les boutons floraux des arbustes rustiques sont protégés des gelées tardives (camélias, rhododendrons précoces, terre de bruyère ou arbres fruitiers en pot)[1],
- la perméabilité de la toile d'hivernage évite la condensation ; ce phénomène se produit lors de l'emploi d'un plastique perforé ou à bulles, qui fait pourtant office de protection efficace contre le froid. La condensation, lorsqu'elle retombe sur le feuillage, est susceptible de provoquer des maladies et des moisissures, d'où la nécessité d'une toile perméable [6],[3],
- le système racinaire est protégé du gel, en particulier pour les plantes en pot, qui y sont sensibles, car l'ensemble de la surface du pot est au contact de l'air[7],
- il protège la plante de l'attaque des parasites[8].

### Favorise et préserve
La housse d'hivernage favorise : 
- le passage de la lumière pour la photosynthèse,
- la respiration de la plante, en raison de la porosité de la toile,
- le transfert de l'humidité n'est pas entravé. Cela évite la déshydratation des végétaux qu'elle protège[9],
- le maintien de la chaleur accumulée durant la journée, d'où l'établissement d'un microclimat,
- une bonne reprise printanière.

### Protection des jardinières
La housse d'hivernage préserve les pots et jardinières des frimas lorsque ces derniers ne sont pas conçus pour les fortes gelées. En effet, certaines poteries en terre cuite ou émaillées sont endommagées pas les variations de température et se fissurent au gel. La housse protège à la fois le pot et les racines ; dans certains cas, elle inclut une mousse réfléchissante disposée à l'intérieur.

#### Nota
Il est recommandé d'enlever les soucoupes et de surélever les pots pour éviter le contact direct du pot avec le sol froid. Les pots en terre cuite supportent normalement bien le gel. Les autres comme ceux émaillés auront tendance à s’effriter, se fendre ou perdre leur décoration. En protégeant le pot, et en prenant ces précautions supplémentaires, la protection sera double pour le pot et les racines.

### Précautions
- Les plantes non rustiques  (agrumes, laurier-rose, olivier, palmiers ...) doivent être mises hors gel dans les régions où l'hiver est rude, c’est-à-dire hiverner, car le voile d’hivernage n’assure pas une protection suffisante lors des grands froids pour ces plantes fragiles[1]. En règle générale, une plante vit mieux dehors qu'à l'intérieur. Elle devra donc être rentrée le plus tard possible et ressortie le plus tôt possible. Néanmoins, il est important de veiller à éviter les chocs thermiques durant ces transitions[10].
- Si l’hiver n’est pas trop rigoureux et que le froid ne se prolonge pas, il est possible de simplement regrouper les plantes fragiles le long du mur de la maison, et de les protéger toutes ensemble derrière un écran de voile d’hivernage. Le voile sera disposé de préférence le long du mur sur le côté sud de la maison. En effet, ce mur stocke la chaleur de la journée et la restitue la nuit, diminuant ainsi les écarts de température[10]. Il est possible ainsi de gagner 3 à 4 °C par rapport à la température mesurée sous abri au milieu du jardin, des degrés qui peuvent faire la différence pour ces plantes sensibles.
- Il est conseillé durant l’hiver de retendre le voile d’hivernage et d’en profiter pour aérer un peu.
- Le voile d'hivernage ne doit pas trop plaquer les feuillage pour améliorer l'isolation et éviter le développement de la pourriture. Quand ce sera possible, il sera préférable de faire reposer l'isolant sur un cadre de bois ou du grillage à poules, par exemple[2],[10]
- Au printemps, dès que les gelées ne sont plus à craindre, il convient de retirer le voile d’hivernage ainsi que toutes les autres protections hivernales. La nature reprend alors ses droits sous les rayons du soleil[1].

### Effets du gel sur les plantes
En cas de gelée, l’eau présente dans la sève se cristallise. Cela implique l’augmentation du volume de la sève et fait éclater les cellules. La moindre gelée ne va pas pour autant faire mourir la plante. Il faudra souvent une période très froide et prolongée pour mettre sa vie en danger. Cela dépendra beaucoup des plantes et de la période végétative (durant le cœur de l'hiver les plantes sont moins sensibles au gel alors qu'elle le sont beaucoup plus à la reprise de sève au printemps).

### Remarque
Certaines variétés de palmiers, oliviers, agrumes, lauriers-roses et autres plantes méditerranéennes sont aujourd’hui plus résistantes à nos climats qu’auparavant. Des progrès ont été faits sur leur résistance face à l’engouement pour ces végétaux, mais la résistance est également liée au réchauffement climatique. On trouve ainsi des plantes tropicales en méditerranée, des palmiers dans le nord de la France ou encore des oliviers en Normandie.
Le voile d’hivernage ne fera cependant gagner que quelques degrés. Par exemple, un citronnier ou un oranger qui résistent à une température de -7 °C sans voile résisteront avec un voile d’hivernage à une température de -10 °C. Dès lors que la région est fréquemment soumise aux gelées hivernales, il est fortement conseillé d'utiliser une housse d'hivernage sur les plantes méditerranéennes, surtout si elles sont cultivées en pot.

## Variété des modèles

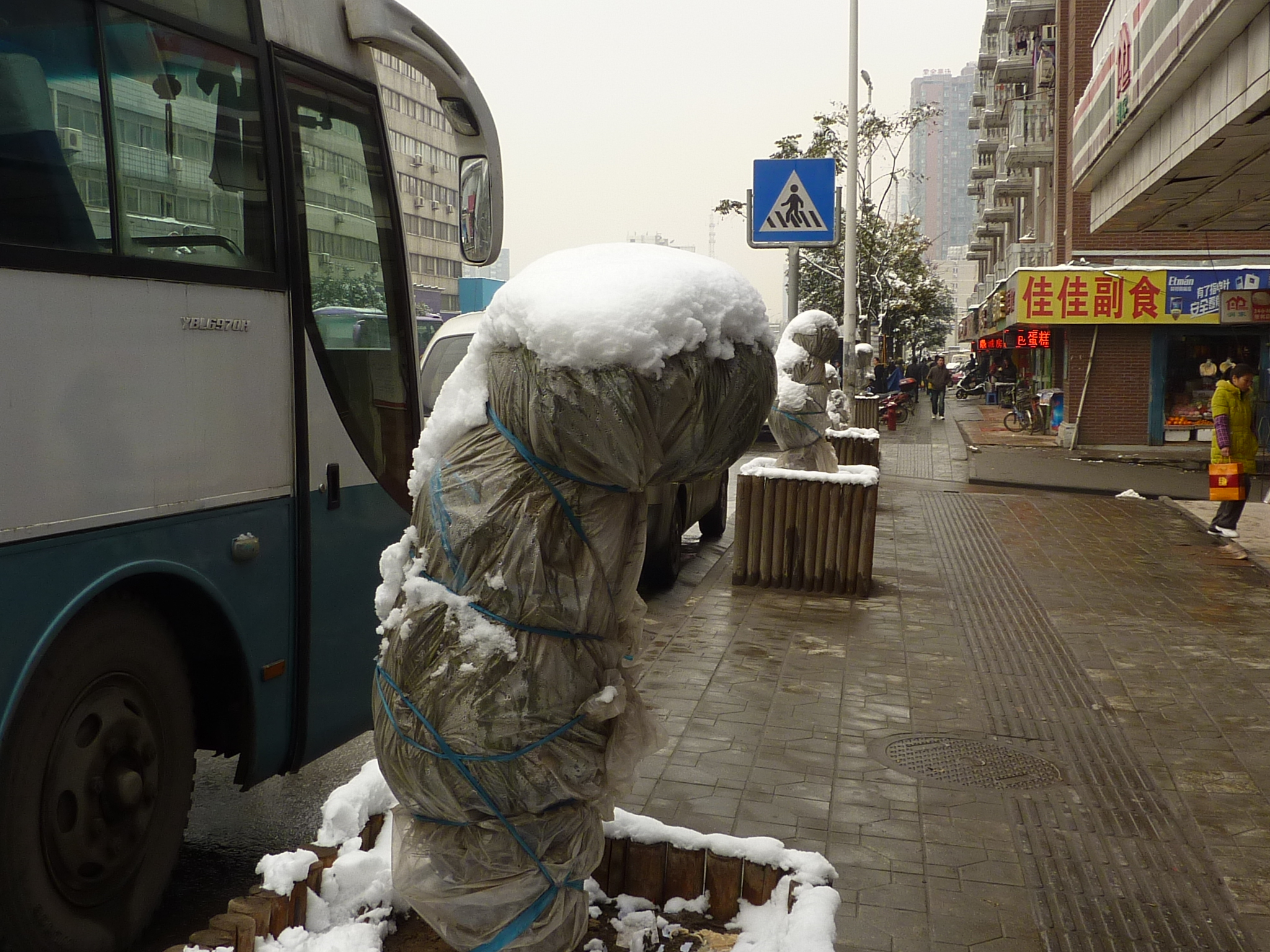
Plante non rustique avec housse d'hivernage - Wuhan (Chine)

La housse d'hivernage est généralement faite en polypropylène. Elle reçoit généralement un traitement anti-UV pour résister plusieurs hivers. Les housses diffèrent par leurs caractéristiques suivantes :

### La dimension
- une petite housse est suffisante pour les plantes en pot ou en jardinière ;
- une grande housse est indispensable pour les arbustes en pleine terre qui viennent d'être plantés ou pour les arbustes et les petits arbres d'ornement en pot.

### Le grammage
Exprimé en g/m² (généralement de 10 à 100 g/m²). Il indique l'épaisseur de la housse d'hivernage. Plus le grammage est élevé, plus la protection thermique des végétaux est importante. Dans certains rares cas, les housses d'hivernage pourront être utilisées en double épaisseur. 

### Le renforcement
Une housse d'hivernage renforcée est plus solide. Cette configuration sera surtout utile dans une région venteuse.

### Les ouvertures
- Fermeture/ouverture par un zip ou un ruban auto-agrippant (scratch).
- Ouverture intégrale sans enfilage par le  haut.
- Fenêtres en arc de cercle sur les côtés pour aération,
- Arrosage ou soins ponctuels...

### Réchauffage intégré
Pour les plantes très fragiles, certains modèles sont dotés d'un câble autorégulant avec une sonde thermostatique. 

### Couleur
Les voiles d'hivernage sont généralement de couleur claire (très souvent blanc). La raison en est simple : outre la nécessité de laisser passer suffisamment de lumière pour que la plante survive, un coloris foncé, qui absorbe l'énergie solaire au lieu de la réfléchir, accumulerait de la chaleur autour de la plante pendant la journée. Ce ne serait pas la protéger finalement, car la plante aurait tendance à adapter son métabolisme sur le retour du printemps et sortirait de sa dormance... De fortes gelées nocturnes lui seraient alors fatales.

### Matière
- La très grande majorité des housses sont en polypropylène. Ce même matériau est utilisé en agriculture avec nappes de paillage,
- Certains modèles sont à base de céréales 100% compostables en fin de vie, et réutilisables seulement 2 à 3 saisons, en fonction des conditions climatiques et de la durée d’utilisation[12].

## Alternative
Pour abriter plusieurs pots et jardinières sous une housse d'hivernage, il peut être préférable d'utiliser une serre équipée. Celle-ci est composée d'étagères et d'une housse d'hivernage maintenue par une armature en aluminium. Cette solution devient pertinente lorsque l'on ne dispose pas d'un abri fermé. Elle peut être utilisée au jardin, sur la terrasse, sur le balcon.